# Děčany
Děčany (en allemand : Jetschan ou Dietschan) est une commune du district de Litoměřice, dans la région d'Ústí nad Labem, en Tchéquie. Sa population s'élevait à 394 habitants en 2021.

## Géographie
Děčany se trouve à 20 km au sud-ouest de Litoměřice, à 27 km au sud-ouest d'Ústí nad Labem et à 56 km au nord-ouest de Prague.
La commune est limitée par Třebívlice et Podsedice au nord, par Lkáň à l'est, par Koštice et Chožov au sud, et par Libčeves et Želkovice à l'ouest.

## Administration
La commune se compose de quatre quartiers :
- Děčany
- Lukohořany
- Semeč
- Solany

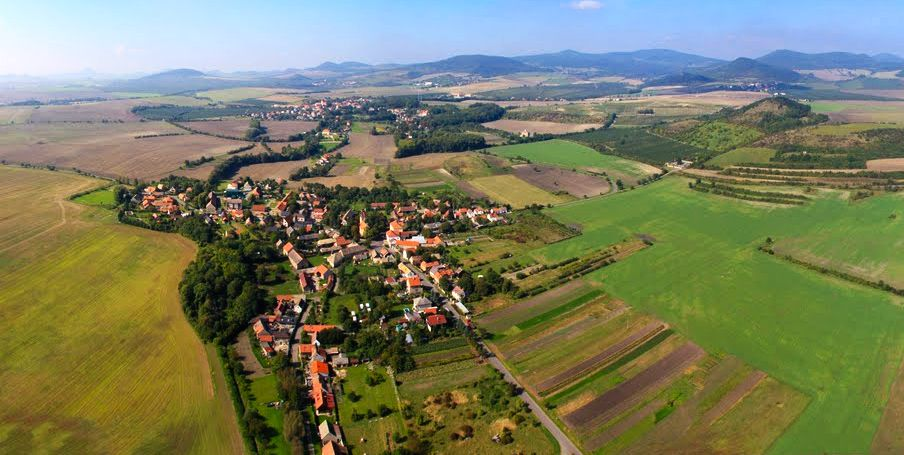
Solany : panorama.

## Histoire
La première mention écrite du village date de 1226.

## Patrimoine
Patrimoine religieux

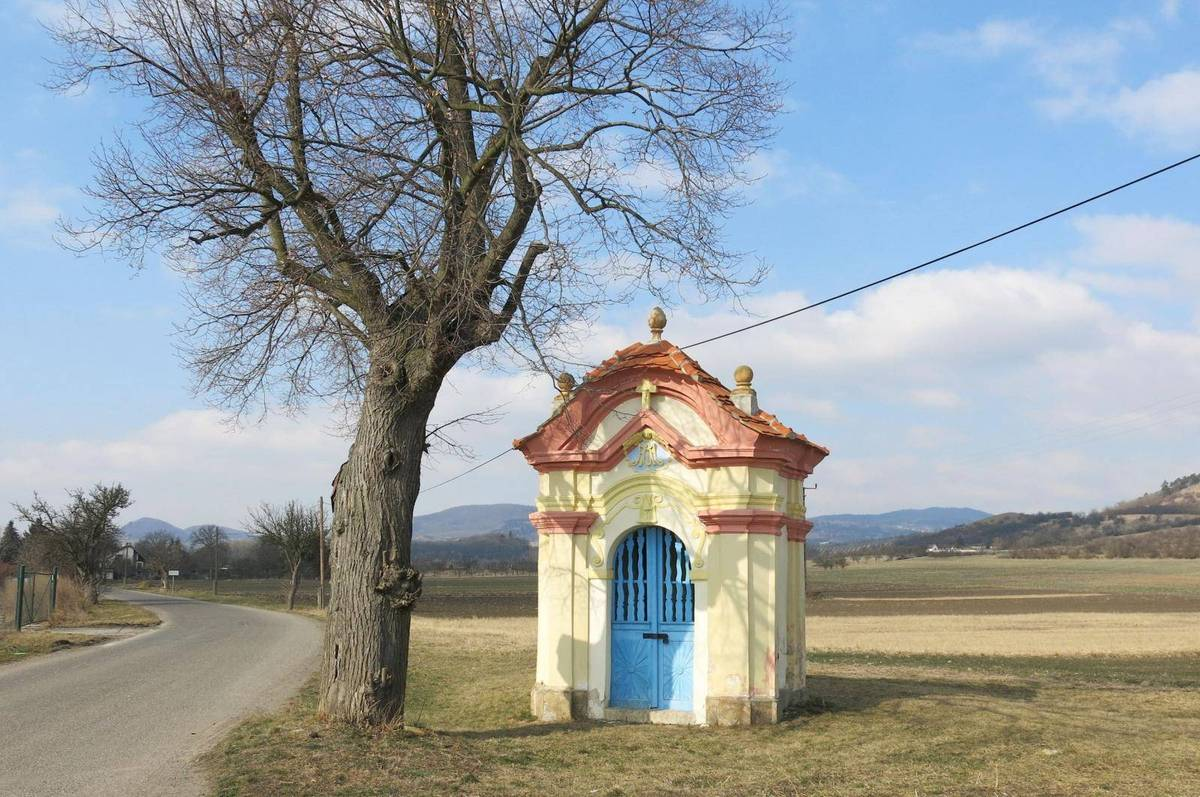
Chapelle à Solany.
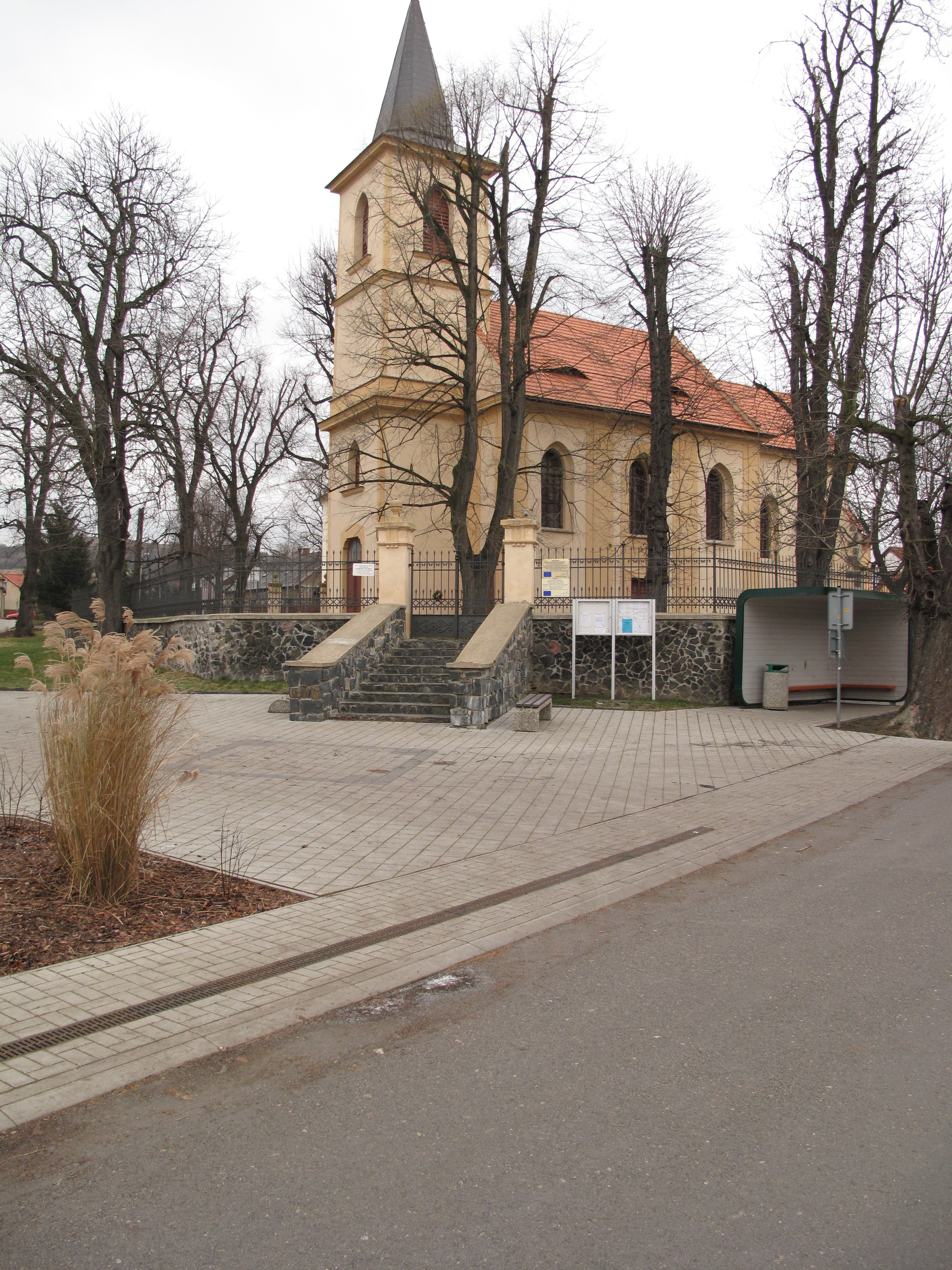
Église Saint-Martin à Solany.
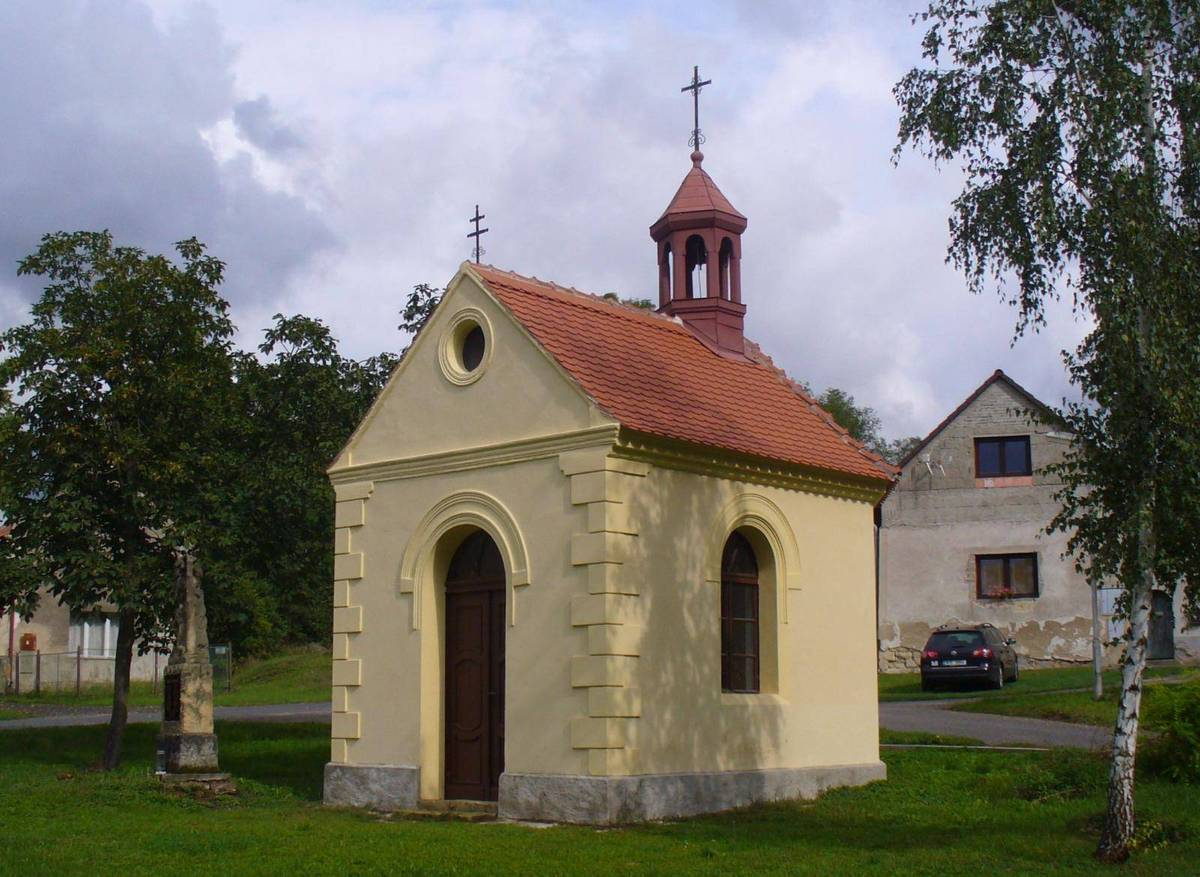
Chapelle à Semeč.

## Transports
Par la route, Děčany se trouve à 26 km de Litoměřice, à 37 km d'Ústí nad Labem et à 69 km de Prague.